# Bomb Jack
Bomb Jack (яп. ボンジャック Bon Jakku) — аркадная игра в жанре платформер, выпущенная в 1984 году Tehkan (в настоящее время название изменилось на Tecmo). За игрой последовали два официальных продолжения: выпущенная на компьютерах и приставках Mighty Bomb Jack и аркадная игра Bomb Jack Twin.

## Сюжет и игровой процесс

Оригинальная версия для аркадного автомата

Игрок управляет Джеком, супергероем, который может прыгать и парить. Неизвестные лица заложили по 24 бомбы в известных достопримечательных местах (Сфинкс, великие пирамиды, Акрополь, замок Нойшванштайн, а также два городских ландшафта, похожих на Майами и Голливуд, которые появляются на фонах экрана). Джек должен летать по экрану и собирать бомбы. На каждом экране присутствует уникальная конфигурация платформ, по которым может бегать и прыгать Джек. На уровне в то же время появляются враги (птицы, мумии, черепахи и шары), прикосновение с которыми лишает Джека жизни. Со временем, уровни начинают повторяться с увеличенной сложностью — врагов становится больше, они быстрее появляются и перемещаются на уровне.
Джек обезвреживает бомбы просто дотрагиваясь до них. Как только он дотронулся до любой первой, то загорается фитиль у некоторой другой бомбы. Зажжённые фитили не имеют никакого значения, кроме как связанного с бонусом: такие бомбы не взорвутся, даже если ничего с ними не делать. После этого в любой момент времени до конца уровня горит только одна бомба, и если её обезвредить, то зажигается другая. За обезвреживание бомб с горящим фитилём даётся большее количество очков, и таким образом для лучшего результата Джеку нужно обезвреживать бомбы в определённой последовательности. Дополнительно игрок может получить бонус, если обезвредит 20 или более бомб с горящими фитилями (за 20 бомб даётся 10000 очков, и по нарастающей до 50000 очков за 23 бомбы). За негорящую бомбу даётся 100 очков, и поэтому для получения хорошего игрового результата игроку необходимо обезвреживать бомбы в заданной уровнем последовательности.
На каждом уровне Джеку даётся три бонуса, которые появляются после обезвреживания некоторого числа бомб. Выпадающие бонусы перемещаются по экрану и для их получения Джек должен их поймать. Это могут быть бонусные очки, дополнительные жизни и «сила» (англ. Power). Последняя на некоторое время нейтрализует врагов и превращает их в предметы, которые можно собрать и получить очки, и при подборе замершие враги уничтожаются.

## Портированные версии
Bomb Jack был портирован на различные домашние компьютерные системы с 1985 по 1992 год. Версия для Java ME была выпущена в 2003.
- 1985: Sega SG-1000
- 1986: Amstrad CPC, Commodore 64, ZX Spectrum, Commodore 16
- 1988: Atari ST, Amiga
- 1992: Game Boy
- 2003: Java ME
- 2004: MSX
- 2008: Atari XL/XE
- 2009: Wii Virtual Console

Версии для Playstation 2 (2004) и Xbox (2005) были выпущены в Японии в составе Tecmo Hit Parade.